# Mesobiotus barbarae
Espèce
Synonymes
- Macrobiotus barbarae Kaczmarek, Michalczyk & Degma, 2007

Mesobiotus barbarae est une espèce de tardigrades de la famille des Macrobiotidae.

## Distribution
Cette espèce est endémique de République dominicaine.

## Publication originale
- Kaczmarek, Michalczyk & Degma, 2007 : Description of a new tardigrade Macrobiotus barbarae (Eutardigrada: Macrobiotidae) from the Dominican Republic. Annales Zoologici, vol. 57, no 3, p. 363-369.